# Kompania Milicji Rawskiej ppłk. Franciszka Grabskiego
Kompania Milicji Rawskiej (sochaczewska) – polski oddział piechoty wchodzący w skład wojsk powstańczych okresu insurekcji kościuszkowskiej.

## Formowanie i walki
Kompania sformowana została we wrześniu 1794 w województwie rawskim. Jej organizatorem był generał major ziemi sochaczewskiej Leon Bielicki. Formowano ją wyłącznie zaciągiem ochotniczym.
26 września  kompania liczyła 90 wolonterów. W październiku ich liczba wahała się od 160 do 181 osób. 

## Żołnierze kompanii
Organizatorem kompanii był gen. mjr ziemski Leon Bielicki, a jej dowódcą ppłk Franciszek Grabski. Majorem, przewidzianym na dowódcę strzelców, po rozbudowaniu ich do wielkości batalionu, był Michał Chądzyński, a majorem przewidzianym do pozostania w batalionie liniowym milicji sochaczewskiej – Feliks Rylski. Najstarszym kapitanem był Augustyn Bogotko, a drugim kapitanem Rafał Wolski. Porucznikiem, z przeznaczeniem do służby w batalionie strzelców został Alojzy Brzechwa, a chorążowie przeznaczeni do batalionu strzeleckiego to: Michał Moroz i  Franciszek Raczyński. Ponadto w kompanii służyło jeszcze sześciu oficerów.